# Witharen
Witharen est un village situé dans la commune néerlandaise d'Ommen, dans la province d'Overijssel. Le 1er janvier 2008, le village comptait 497 habitants.